# San Pedro Mártir
San Pedro Mártir là một đô thị thuộc bang Oaxaca, México. Năm 2005, dân số của đô thị này là 1781 người.